# VOXers
『VOXers』（ボクサーズ）は、ゴスペラーズ52枚目のシングル。2019年10月30日発売。発売元はキューンミュージック。

## 概要
『In This Room』から約1年3か月ぶりに発売された、ゴスペラーズ25周年記念シングル。表題曲「VOXers」は「ケンカアカペラ」というアップテンポなアカペラ曲である。タイトルはVOX（声）とBoxer（ボクサー）をかけた造語。作詞・作曲の酒井雄二が曲のベース・トラックとなるヒューマンビートボックスを多重録音し、その上に五声ハーモニーを重ねている。2020年2月26日に公開されたYouTube「THE FIRST TAKE」の動画は、2021年12月の時点で約283万回再生されている。
初回生産限定盤と通常盤の2形態で発売。初回生産限定盤は撮り下ろしフォトブック『SPECIAL PHOTO BOOK in Bangkok』および特典DVDが付属。シングル先着購入特典として全5種からなる「VOXersオリジナル缶バッチ」がランダム・プレゼントされた。

## 収録曲

### CD
1. VOXers [3:37]
作詞・作曲・編曲：酒井雄二
2. HITORI [3:35]
 作詞・作曲：村上てつや／英語詞：Lynne Hobday／編曲：村上てつや・北山陽一
2001年シングル「ひとり」セルフ英語詞カバー[3]。2019年7月先行配信。
3. Forever Love [5:35]
作詞：安岡優／作曲：妹尾武／英語詞：Lynne Hobday／編曲：Bryan-Michael Cox
 2000年シングル「永遠に」セルフ英語詞カバー[3]。「HITORI」と同日先行配信。
4. 抱きしめて [4:26]
作詞・作曲：黒沢薫／編曲：宇佐美秀文
テレビ東京系金曜8時のドラマ『執事 西園寺の名推理 2』主題歌[3]。2019年5月先行配信。

### DVD（初回生産限定盤）
1. HITORI - Short Lyric Movie-
2. Forever Love - Short Lyric Movie-
3. Making a photoshoot in Bangkok

## バリエーション
| タイトル                     | 時間 | 発売日                                  | 収録作品          |
| ---------------------------- | ---- | --------------------------------------- | ----------------- |
| VOXers                       | 3:37 | 2019年10月30日                          | VOXers アカペラ２ |
| VOXers / From THE FIRST TAKE | 3:42 | 2020年7月31日 （2020年2月26日動画公開） | 配信限定          |